# 187 (numero)
Centoottantasette (187) è il numero naturale dopo il 186 e prima del 188.

## Proprietà matematiche
- È un numero dispari.
- È un numero composto con 4 divisori: 1, 11, 17, 187. Poiché la somma dei suoi divisori (escluso il numero stesso) è 29 < 187, è un numero difettivo.
- È un semiprimo formato dai divisori 11 e 17.
- È un numero omirpimes.
- È un numero colombiano nel sistema numerico decimale.
- È la somma di tre numeri primi consecutivi, 187 = 59 + 61 + 67.
- È parte delle terne pitagoriche (84, 187, 205), (88, 165, 187), (187, 1020, 1037), (187, 1584, 1595), (187, 17484, 17485).
- È un numero palindromo e un numero a cifra ripetuta nel sistema numerico esadecimale.

## Astronomia
- 187P/LINEAR è una cometa periodica del sistema solare.
- 187 Lamberta è un asteroide della fascia principale del sistema solare.

## Astronautica
- Cosmos 187 è un satellite artificiale russo.

## Telefonia
- 187 È il numero telefonico chiamabile da linea fissa dell'Assistenza Clienti dell'azienda Tim S.p.A
- Il prefisso telefonico 0187 appartiene a La Spezia

## Religione
- È il numero dei capitoli del Pentateuco, i primi cinque libri della Bibbia.